# 口谷村
口谷村（くちだにむら）は、かつて岐阜県本巣郡に存在した村である。
現在の本巣市根尾口谷に該当する。

## 歴史
- 1889年（明治22年）7月1日 - 町村制により口谷村が発足。
- 1897年（明治30年）4月1日 - 本巣郡板所村・板屋村・上大須村・下大須村・奥谷村・小鹿村・松田村と合併し、東根尾村が発足。同日口谷村廃止。